# Meir Rotenberg
Meir Rotenberg (również Meir Rothenberg, Me’ir ha-Levi Rotenberg of Apt; ur. 1760 w Pacanowie, zm. w 1827/1831 roku) – żydowski cadyk, przywódca chasydów w Opatowie, rabin Opatowa i Stopnicy, następca Widzącego z Lublina.
Dorastał w Stopnicy, którą w 1765 roku zamieszkiwało 563 żydów. Uczeń Izaaka Abrahama Aba ha-Kohen Kaca i Judy Arie Leib Te'omima.
W młodym wieku wstąpił do ugrupowania wybitnego współtwórcy polskiego chasydyzmu Jakuba Izaaka Horowica zwanego również Widzącym z Lublina. Na skutek tego stał się zagorzałym przeciwnikiem rozłamu Żydów z Przysuchy, będących pod przywództwem rabina Simchy Buna. Meir Rotenberg prowadził z nim korespondencję, w której pisał "...osiągnięcia i wysoki poziom duchowieństwa przyjdzie do mnie ze studiów Tory, a nie przez handlowy „wyścig szczurów” i "taneczny teatr” na skutek czego otrzymał ironiczną odpowiedź od Simchy Buna "...iż pokora jest ważniejsza od studiów Tory". Jednakże, ze źródła wynika, iż głównym powodem konfliktu była rywalizacja Opatowa i Przysuchy o tytuł polskiej stolicy chasydyzmu. Pomimo poróżnień Meira Rotenberga i Simchy Buna w 1824 roku, obydwoje zgodnie wysłali list do Komisji Rządowej w którym prosili o jak najszybsze ich przesłuchanie dotyczącego problemu chasydyzmu w Królestwie Polskim. Jednak z nich dwóch na przesłuchaniu zjawił się tylko Meir Rotenberg, w towarzystwie Abrahama Kamienicera i Jakuba Bereksohna, jego tłumacza, gdyż nie znał on języka polskiego. Na skutek zeznań Meira udało się doprowadzić do tego, iż chasydyzm w Królestwie Polskim był znów tolerowany, a zakaz modlitw cofnięty.
W 1809 roku zastąpił cadyka i rabina Abrahama Joshua Heschela na stanowisku rabina Opatowa, 6 lat później w 1815 roku, został rabinem w swoim rodzinnym mieście Stopnicy. W tym samym roku na skutek rozłamu chasydyzmu w Przysusze i śmierci Jakuba Izaaka Horowica, został mianowany na jego następcę.
Meir Rotenberg był zwolennikiem ideologii Elimelecha z Leżajska tak samo jak jego mentor Horowic, który rozwinął doktrynę cadyka o aspekt materialny. Natomiast Meir Rotenberg uważał, iż cadyk to nie tylko przywódca duchowny, ale ktoś kto działa w sferze publicznej swej społeczności i jest odpowiedzialny za jej potrzeby materialne.
W 1816 roku na stanowisko rabina Stopnicy został wybrany jego syn Mojżesz Izrael Rotenberg, a Meir Rotenberg powrócił do Opatowa. Oficjalnie wybór jego syna na rabina Stopnicy był tłumaczony złym stanem zdrowia Meira Rotenberga.
Dzięki działalności rabina Meira Rotenberga do Stopnicy w 1819 roku przybywały "setki Żydów z bliska i daleka". W 1825 roku na każdy szabat do Opatowa przybywało około 200 Żydów, a w większe święta od 500-600 Żydów spoza miasta.